# Jakob Nørhøj
Jakob Nørhøj (15. februar 1976 i Haslev – 6. januar 2010) var en dansk politiker, der var næstformand for SF fra 2005 til sin død og desuden partiets folketingskandidat i Hvidovrekredsen.
Nørhøj har studeret russisk og historie på Aarhus Universitet. Han har blandt andet undervist på Testrup Højskole. 
Fra 2000 til 2002 var han formand for SF Ungdom og blev senere medlem af SF's hovedbestyrelse. Politisk tilhørte han den såkaldte børnebande af unge EU-skeptikere. Han deltog engageret i det europæiske arbejde, senest i De Europæiske Grønnes valgkamp op til Europa-Parlamentsvalget 2009.
En obduktionsrapport konkluderede, at han døde som følge af svære hjerte- og hjertekarforandringer.